# Ravine Bagatelle
Die Ravine Bagatelle ist ein kurzer Bach an der Ostküste von Dominica im Parish Saint David.

## Geographie
Die Ravine Bagatelle entspringt am Kamm der Landzunge von Saint Sauveur und fließt in kurzem steilem Lauf nach Norden, wo sie in der Grand Marigot Bay (Bagatelle) in den Atlantik mündet. Etwas weiter westlich verläuft die Ravine Bambou (Saint Sauveur).